# 罗姆株式会社
羅姆株式會社（英語：ROHM Co., Ltd.）是1958年於日本成立的跨國電子公司。羅姆半導體（ROHM SEMICONDUCTOR）前稱R.ohm，品牌和商標的「R」代表公司初始產品項目，同時代表可靠性（Reliability），「OHM」代表電阻測量單位歐姆（Ω）。

## 外部連結
- （英文）羅姆全球
- （日語）羅姆日本
- （简体中文）羅姆中國大陸
- （繁體中文）羅姆台灣